# 村瀬信一
村瀬 信一（むらせ しんいち、1954年（昭和29年）10月 - ）は、日本の歴史学者。専門は日本近代政治史。東京都出身。博士（文学）（東京大学・2011年）。

## 略歴
1978年（昭和53年）東京大学文学部日本史学科卒業。1989年（平成元年）同学大学院人文科学研究科博士課程単位取得。伊藤隆に師事。2011年(平成21年)、学位論文「明治立憲制と内閣」に対して東京大学より博士（文学）の学位を取得。
皇學館大學文学部助教授、帝京平成大学情報学部助教授を経て、現在は文部科学省教科書調査官。

## 著書

### 単著
- 『尾崎行雄』（皇學館大學出版部・講演叢書、1995年）
- 『帝国議会改革論』（吉川弘文館、1997年）ISBN 9784642066532
- 『明治立憲制と内閣』（吉川弘文館、2011年　ISBN　9784642038003）POD版 2022年　ISBN 9784642738002
- 『首相になれなかった男たち　井上馨・床次竹二郎・河野一郎』（吉川弘文館、2014年）ISBN 9784642038362
- 『帝国議会 〈戦前民主主義〉の五七年』（講談社選書メチエ、2015年）ISBN 9784062586153
- 『名言・失言の近現代史　上』（吉川弘文館、2024年）ISBN 9784642059916
- 『名言・失言の近現代史　下』（吉川弘文館、2024年）ISBN 9784642059954

### 編纂史料 ほか
- 『木戸孝允関係文書（1・2）』同・研究会編（東京大学出版会、2005-07年）
- 高橋秀樹・三谷芳幸『ここまで変わった日本史教科書』（吉川弘文館、2016年）